# Voo Aeroflot 3352
O voo Aeroflot 3352 foi um Tupolev Tu-154 em uma rota doméstica de Krasnodar para Novosibirsk, com uma escala intermediária em Omsk. Ao pousar no Aeroporto de Omsk-Tsentralny na quinta-feira, 11 de outubro de 1984, o avião colidiu com veículos de manutenção na pista, matando 174 pessoas a bordo e quatro em terra. Uma série de erros nas operações aeroportuárias contribuiu para o acidente, sendo sua principal causa um controlador de tráfego aéreo que adormeceu em serviço. Continua sendo o acidente aéreo mais mortal da Rússia hoje.
Foi o desastre aéreo mais grave de 1984.

## Detalhes do acidente
O voo 3352 decolou do Aeroporto Internacional de Krasnodar às 23h37 de 10 de outubro. Às 5h, horário local, o voo estava se preparando para pousar no Aeroporto de Omsk-Tsentralny, em Omsk, uma importante cidade russa no sudoeste da Sibéria, que tem uma população de mais de 1 milhão de habitantes e é o centro administrativo do Oblast de Omsk. Naquela época, essa era a única aeronave que se aproximava de Omsk e deu seu aval para pousar quando entrou em contato com o aeroporto.
Às 5h20, preocupava-se que, se a chuva continuasse a tornar a pista muito escorregadia, a tripulação pedisse ao aeroporto permissão para que a equipe de manutenção do solo secasse a pista. O controlador de solo de plantão deu a ele permissão e começou a adormecer, logo em seguida, no processo de esquecer de ativar o aviso de “pista ocupada”. De qualquer forma, de acordo com os regulamentos do aeroporto, todo esse procedimento não deveria ter ocorrido, a permissão para fechar e manter uma pista só pode ser dada pelo controlador principal e ele estava ausente.
A equipe de manutenção, seguindo a rotina do aeroporto, mandou três veículos para a pista: um veículo fora de estrada UAZ-469 com reboque, operado por um gerente de controladores e equipe na frente, seguido por caminhões KrAZ e Ural. Estes últimos eram equipados com compressores de ar a seco e com combustível e pesavam 16 a 20 toneladas. Os detalhes de secagem continuaram violando suas próprias regras de segurança no desempenho de suas tarefas: todos os seus veículos devem ter seus topos piscando continuamente. No entanto, as luzes eram muito brilhantes para os trabalhadores da manutenção gostarem, então manteve-as acesas apenas até o início e o término do trabalho.
Esta negligência intencional desempenhou um papel nos motoristas que não conseguiram ver os veículos na pista (que não puderam sair do ar). Pelo contrário, a equipe da pista viu o Tupolev Tu-154 que, a uma boa distância, pousava com as luzes acesas. Tentaram entrar em contato com o controle de solo três vezes sobre as luzes, mas não receberam resposta e, portanto, ignoraram-nos, pensando que estavam sendo testados por uma aeronave que não estava na aproximação final.

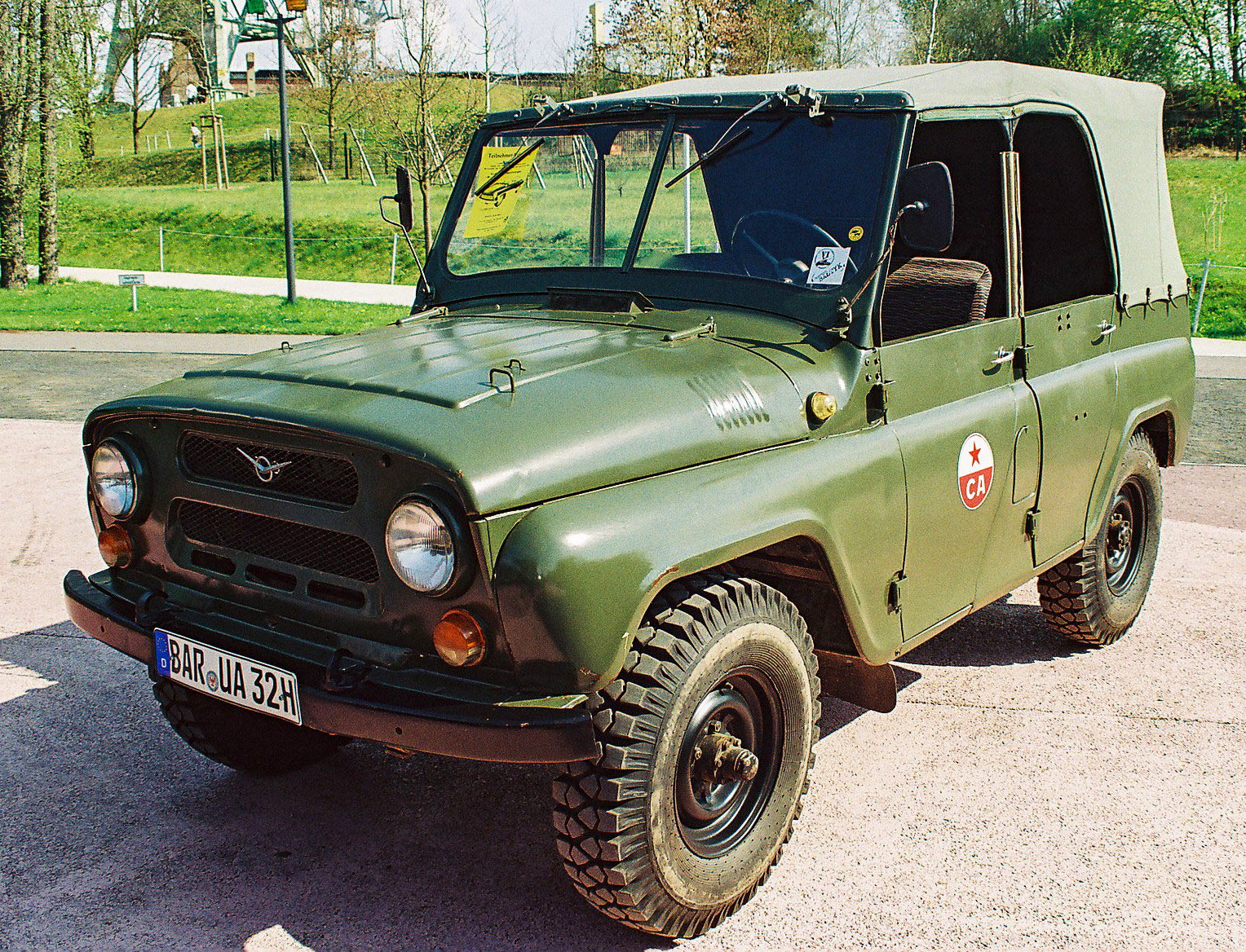
UAZ-469

Por volta das 5h36, o voo 3352 solicitou permissão para pousar no controlador de aproximação. O pedido foi enviado duas vezes, os pilotos notaram contornos vagos na pista e quiseram verificar novamente os obstáculos. O controlador verifica as condições da pista, que permaneceu aparentemente desocupada, depois entrou em contato com o controlador de solo e não recebeu resposta. Em seguida, entrou em contato com o controlador de voo no rádio interno e recebeu uma resposta inaudível que soou como “.. ree” (original, russo: .. бодна) e foi considerado “livre” (russo: свободна; as comunicações estavam sendo gravadas e analisadas mais tarde). O controlador de aproximação liberou o pouso, apesar de não poder ver a pista, e apesar dos regulamentos que exigiam que continuasse voando e verificasse o estado de duas vezes a pista. Tanto o controlador de solo quanto o controlador secundário deveriam ter conseguido ver a pista, mas o primeiro estava sonhando e o último estava ausente devido à falta de pessoal.
Às 5h38, o voo ultrapassava a altura mínima em que a tripulação poderia abortar o pouso. O avião pousou a 240 km/h (130 kn), no momento do pouso, a tripulação viu a gama de veículos secos e tentou girar o avião, mas não conseguiu evitar a colisão. O avião colidiu com o caminhão de Ural, fazendo com que a asa esquerda se soltasse e depois 200m abaixo da pista colidiu com o KrAZ, inflamando as 7 toneladas de combustível em cada caminhão e o tanque de combustível da aeronave. O avião tombou e se partiu em três pedaços, alguns dos quais colidiram com o UAZ-469. Uma fratura catastrófica dos tanques de combustível causou a queima de combustível e da fuselagem e a incineração de todos, exceto um dos passageiros. A seção separada da cabine passou voando pelos veículos em chamas. Sofreu pequenos danos e todos os quatro membros da tripulação sobreviveram, sofrendo ferimentos leves. Eles escaparam da cabine e correram para o local do acidente, na tentativa de ajudar os passageiros. Quatro equipes de manutenção no solo morreram instantaneamente dentro dos veículos. Um sobrevivente no banco do passageiro da UAZ foi queimado e o fogo foi extinto.

## Investigação
Uma investigação do Estado concluiu que o acidente foi causado por uma série de erros devido à negligência dos controladores de tráfego aéreo, além da desobediência às normas básicas de manutenção e segurança aeroportuária. O controlador de solo foi considerado diretamente responsável, pois dormiu no trabalho e, portanto, não respondeu a consultas de emergência, mas também permitiu que caminhões de serviço passassem pela pista e não a marcassem como ocupada. Na audiência, não pôde lembrar-se de suas ações durante o período em questão, mas não negou as acusações. Foi condenado a 15 anos e cometeu suicídio na prisão. Além disso, o gerente de operações de voo foi condenado a 15 anos de prisão, o controlador de aproximação a 13 anos e o chefe de manutenção do aeroporto a 12 anos. Os três recorreram de suas condenações, sem sucesso. Inspeções futuras em vários outros aeroportos soviéticos também encontraram casos semelhantes e numerosos de violações de regulamentos de segurança semelhantes, resultando na despedida de vários funcionários de alto nível a partir de então.
Nenhum erro ou deficiência do piloto foi encontrado no avião. A massa do voo estava centrada e dentro das normas. Devido à pouca visibilidade, a tripulação não pôde detectar obstáculos na pista. Embora tivesse algumas dúvidas razoáveis sobre se a pista estava ocupada ou não, estas foram dissipadas por palavras tranquilizadoras do controlador de aproximação. A tripulação teve apenas alguns segundos para evitar a colisão no chão, mas tomou medidas evasivas e não pôde salvar a aeronave. Foram, portanto, absolvidos de toda culpa.
Os controladores de voo e de foco eram profissionais com pelo menos 10 anos de serviço. O controlador de terra de plantão, que tinha 23 anos, era novo. Supõe-se que não havia dormido o suficiente nos dias anteriores ao acidente, depois de ter que cuidar de seus dois filhos pequenos.
A audiência formal do caso ocorreu apenas três meses após o acidente, devido à evidente estrutura das circunstâncias, a maior parte do tempo foi gasta na identificação das vítimas e na localização de seus familiares. Todos os acusados, assim como seus advogados, receberam ameaças e foram transferidos para as audiências sob fortes medidas de segurança.

## Dados técnicos e estatísticas
O Tupolev Tu-154B-1 foi operado pela Aeroflot (mais tarde tornando-se a Sibéria Oriental). Estava equipado com três motores Kuznetsov NK-8-2U e voou pela primeira vez em 1977.
O voo transportava 170 passageiros, incluindo oito adolescentes e 16 crianças pequenas; 2 700 kg de bagagem, 306 kg de correio e 1 600 kg de carga.
O voo tem uma tripulação de nove. O capitão tinha uma ótima experiência, com 16 365 horas no ar (incluindo 4 303 horas de voos noturnos).
O voo estava se aproximando de Omsk com mau tempo: chuva fraca, visibilidade de duas milhas com um teto de 300 pés. 
No momento em que ocorreu, o acidente foi o mais mortal da história da aviação soviética, que foi derrotado pelo acidente de 10 de julho de 1985 (voo Aeroflot 7425), outro Tupolev Tu-154, que caiu na República Socialista Soviética Uzbeque (atual Uzbequistão) e matou 200 pessoas.